# メリート・ディ・ナーポリ
メリート・ディ・ナーポリ（イタリア語: Melito di Napoli）は、イタリア共和国カンパニア州ナポリ県にある、人口約3万8000人の基礎自治体（コムーネ）。

## 地理

### 位置・広がり
ナポリ中心部から北北西へ8kmの距離にある。

#### 隣接コムーネ
隣接するコムーネは以下の通り。
- カザンドリーノ
- ジュリアーノ・イン・カンパーニア
- ムニャーノ・ディ・ナーポリ
- ナポリ
- サンタンティモ